# Абишов Руслан Ібрагім-огли
Руслан Абишов (азерб. Ruslan Abışov, нар. 10 жовтня 1987, Баку) — азербайджанський футболіст, захисник клубу «Нефтчі».
Виступав, зокрема, за клуби «Нефтчі» та «Рубін», а також національну збірну Азербайджану.

## Клубна кар'єра
У дорослому футболі дебютував 2006 року виступами за команду клубу «Нефтчі», в якій провів шість сезонів, взявши участь у 153 матчах чемпіонату. Більшість часу, проведеного у складі бакінського «Нефтчі», був основним гравцем захисту команди.
Протягом 2012—2013 років захищав кольори команди клубу «Хазар-Ланкаран».
Своєю грою за останню команду привернув увагу представників тренерського штабу клубу «Рубін», до складу якого приєднався 2013 року. Відіграв за казанську команду наступні два сезони своєї ігрової кар'єри.
Згодом з 2015 по 2017 рік грав у складі команд клубів «Хазар-Ланкаран», «Габала» та «Інтер» (Баку).
До складу клубу «Нефтчі» приєднався 2017 року. Відтоді встиг відіграти за бакинську команду 9 матчів в національному чемпіонаті.

## Виступи за збірні
У 2005 році дебютував у складі юнацької збірної Азербайджану, взяв участь у 3 іграх на юнацькому рівні.
Протягом 2006–2008 років залучався до складу молодіжної збірної Азербайджану. На молодіжному рівні зіграв у 8 офіційних матчах, забив 1 гол.
У 2009 році дебютував в офіційних матчах у складі національної збірної Азербайджану. Наразі провів у формі головної команди країни 49 матчів, забивши 4 голи.

## Титули і досягнення
- Переможець Ісламських ігор солідарності: 2017